# Mnesictena notata
Mnesictena notata is een vlinder uit de familie van de grasmotten (Crambidae), uit de onderfamilie van de Spilomelinae. De wetenschappelijke naam van deze soort is voor het eerst voorgesteld als Scopula notata door Arthur Gardiner Butler in een publicatie uit 1879.
De soort komt voor in Nieuw-Zeeland.